# Xmal Deutschland
Xmal Deutschland (também escrito como X-Mal Deutschland) foi uma banda alemã de rock gótico, formada em Hamburgo, que esteve ativa de 1980 a 1990.
Foi fundada em 1980 com uma formação totalmente feminina, eles se tornaram criadores de sucessos dentro e fora de seu país natal. A vocalista da banda era Anja Huwe. O último álbum de Xmal Deutschland foi lançado em 1989.

## História
O primeiro single da banda, Großstadtindianer é lançado em 1981. Neste ano, Rita Simon é substituída por Wolfgang Ellerbrock.
O primeiro sucesso, Incubus Sucubus de 1982 é um dos grandes marcos do rock gótico. Caro May é substituída por Manuela Zwingmann. No mesmo ano o grupo faz a primeira parte de concertos do Cocteau Twins, na Inglaterra, e a gravadora deles a 4AD fecha um contrato com a banda. Um ano depois em 1983 a banda lança o seu primeiro álbum, Fetisch. O álbum é muito bem aceito no Reino Unido, atingindo o terceiro lugar na tabela independente. Manuela Zwingmann sai da banda e é substituída por Peter Bellendir.
A carreira da banda atinge o seu auge com o álbum Viva de 1987. No entanto, decidem deixar de cantar alemão e produzem um novo álbum. Em 1989 lançam Devils, que foi lançando em língua inglesa e com um som mais comercial. Esta mudança não foi muito bem recebida pelos fãs. O grupo se separou em 1990.

## Discografia

### Álbuns
- Fetisch, (1983)
- Tocsin, (1984)
- Viva, (1987)
- Devils, (1989)

### EP
- Incubus Sucubus, (1982)
- Peel Session, (1986)
- I'll B Near You, (1989)